# Millières (Manche)
Millières és un municipi francès situat al departament de la Manche i a la regió de Normandia. L'any 2007 tenia 576 habitants.

## Demografia

### Població
El 2007 la població de fet de Millières era de 576 persones. Hi havia 236 famílies de les quals 66 eren unipersonals (25 homes vivint sols i 41 dones vivint soles), 79 parelles sense fills, 79 parelles amb fills i 12 famílies monoparentals amb fills.
La població ha evolucionat segons el següent gràfic:
Habitants censats

### Habitatges
El 2007 hi havia 298 habitatges, 241 eren l'habitatge principal de la família, 34 eren segones residències i 23 estaven desocupats. 293 eren cases i 2 eren apartaments. Dels 241 habitatges principals, 199 estaven ocupats pels seus propietaris, 39 estaven llogats i ocupats pels llogaters i 3 estaven cedits a títol gratuït; 18 tenien dues cambres, 36 en tenien tres, 67 en tenien quatre i 120 en tenien cinc o més. 226 habitatges disposaven pel capbaix d'una plaça de pàrquing. A 107 habitatges hi havia un automòbil i a 108 n'hi havia dos o més.

### Piràmide de població
La piràmide de població per edats i sexe el 2009 era:
| Homes | Edats   | Dones |
| ----- | ------- | ----- |
| 4     | 95 o +  | 0     |
| 4     | 90 a 94 | 4     |
| 4     | 85 a 89 | 12    |
| 4     | 80 a 84 | 8     |
| 20    | 75 a 79 | 16    |
| 12    | 70 a 74 | 16    |
| 32    | 65 a 69 | 32    |
| 8     | 60 a 64 | 8     |
| 8     | 55 a 59 | 8     |
| 40    | 50 a 54 | 36    |
| 20    | 45 a 49 | 4     |
| 12    | 40 a 44 | 20    |
| 16    | 35 a 39 | 4     |
| 24    | 30 a 34 | 20    |
| 20    | 25 a 29 | 4     |
| 12    | 20 a 24 | 24    |
| 20    | 15 a 19 | 8     |
| 8     | 10 a 14 | 4     |
| 24    | 5 a 9   | 12    |
| 8     | 0 a 4   | 8     |

## Economia
El 2007 la població en edat de treballar era de 332 persones, 251 eren actives i 81 eren inactives. De les 251 persones actives 229 estaven ocupades (133 homes i 96 dones) i 21 estaven aturades (7 homes i 14 dones). De les 81 persones inactives 34 estaven jubilades, 12 estaven estudiant i 35 estaven classificades com a «altres inactius».

### Ingressos
El 2009 a Millières hi havia 266 unitats fiscals que integraven 653 persones, la mediana anual d'ingressos fiscals per persona era de 14.681 €.

### Activitats econòmiques
Dels 12 establiments que hi havia el 2007, 4 eren d'empreses de construcció, 3 d'empreses de comerç i reparació d'automòbils, 1 d'una empresa d'informació i comunicació, 1 d'una empresa immobiliària, 2 d'empreses de serveis i 1 d'una empresa classificada com a «altres activitats de serveis».
Dels 4 establiments de servei als particulars que hi havia el 2009, 2 eren paletes i 2 guixaires pintors.
L'any 2000 a Millières hi havia 35 explotacions agrícoles que ocupaven un total de 1.365 hectàrees.

## Poblacions properes
El següent diagrama mostra les poblacions més properes.